# Rio Brătei
O Rio Brătei é um rio da Romênia afluente do Rio Ialomiţa, localizado no distrito de Dâmboviţa.